# Kimura Kazuo

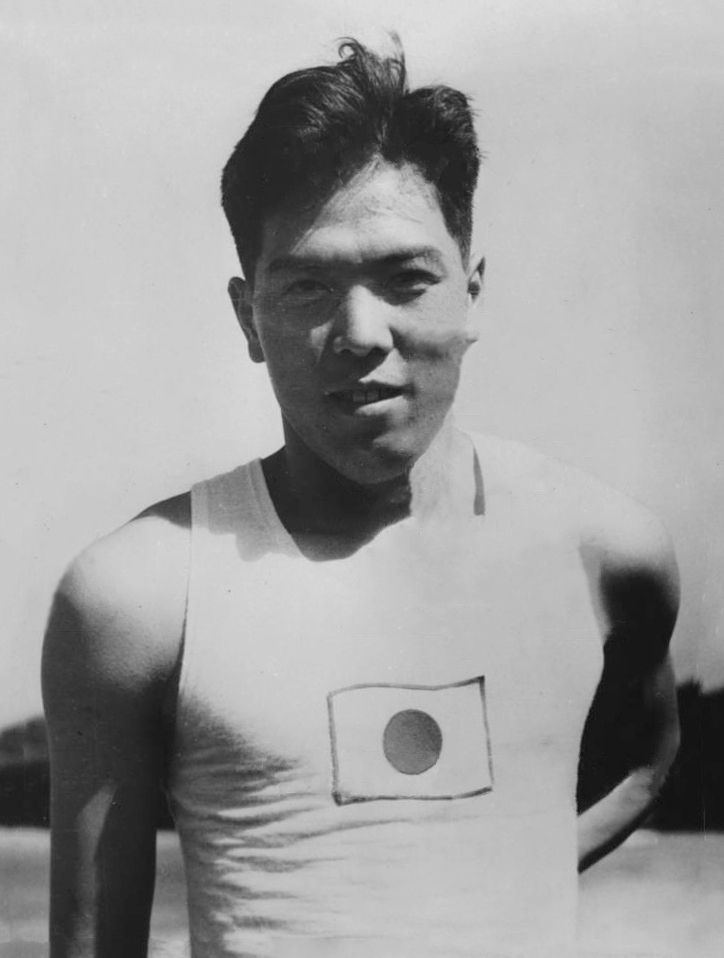
Kimura Kazuo, 1932

Kimura Kazuo (jap. 木村 一夫; * 28. Juni 1909  in der Präfektur Hyōgo; Todesdatum unbekannt) war ein japanischer Hochspringer.
1928 wurde er Sechster bei den Olympischen Spielen in Amsterdam und siegte bei den Sommer-Studentenweltmeisterschaften. 1930 gewann er Silber bei den Internationalen Universitätsspielen, und 1932 wurde er erneut Sechster bei den Olympischen Spielen in Los Angeles.
Fünfmal wurde er Japanischer Meister (1926–1929, 1931). Seine persönliche Bestleistung von 1,96 m stellte er am 24. Mai 1930 in Tokio auf.